# كودفولتداوس القرطاجي
كودفولتداوس القرطاجي (باللّاتينية:Quod Vult Deus، ما يريده الله) هو أسقف قرطاجي و بابا الكنيسة الإفريقية في القرن 5، مولود يوم 26 أكتوبر.

## حياته
تاريخ ولادة و وفاة كودفولتداوس القرطاجي غير معروفان بدقّة. معروف أنّه وُلد بأفريقيا و ترعرع في قرطاج إلى ما بين سنتي 407 و 408، ثم أصبح شماس بها إلى 421. في ذلك الوقت كتب إلى أوغسطينوس ليطلب منه أن يكتب كتابا عن البدع، كان اسمه الهراطقة، و قد أهدي لكودفولتداوس. توفي قبل 24 أكتوبر 454، و دفن في نابولي، في سراديب الموتى من سان جينارو.